# Vaggeryd

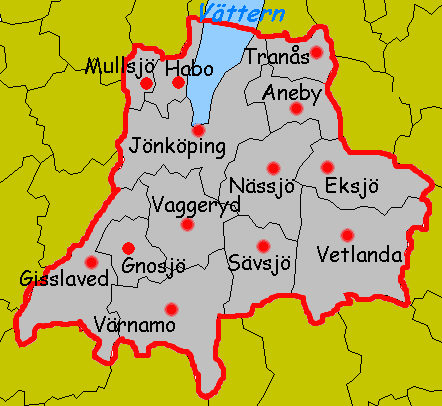
A Comuna de Vaggeryd no Condado de Jönköping

Vaggeryd é uma pequena cidade sueca no oeste da província histórica da Småland.
Tem cerca de 4 920 habitantes.

É juntamente com a pequena cidade de Skillingaryd sede do município de Vaggeryd, pertencente ao condado de Jönköping, situado no sul da Suécia.

Está situada a 30 km a sul da cidade de Jönköping .

## Economia
A economia de Vaggeryd está dominada pela indústria do móvel e da metalo-mecânica.

Possui igualmente um hipódromo e um parque de campismo.